# Copa ELF
A Copa ELF (em inglês: ELF Cup), com a sigla ELF significando Equality, Liberty, Fraternity (Igualdade, Liberdade, Fraternidade), foi um torneio internacional de futebol organizado pela KTFF, a Federação de Futebol do Chipre do Norte. Foi jogado apenas uma vez em 2006. Entre os participantes estavam as equipes da NF-Board e equipes filiadas à FIFA e à Confederação Asiática de Futebol.

## Controvérsia
Inicialmente, o Chipre do Norte iria sediar o torneio inaugural da Copa do Mundo VIVA, organizada pela NF-Board como uma competição bianual para as melhores nações de Futebol Não FIFA (não filiadas à FIFA). De qualquer maneira, uma disputa entre a NF-Board e uma nova administração da KTFF fez com que o torneio fosse transferido para a Occitânia. A NF-Board pediu que o governo de Chipre do Norte insistisse na restrição de quais nações poderiam ou não fazer parte desta competição. A KTFF, em compensação, avisou que a NF-Board passaria por problemas financeiros.
Em resposta, a KTFF anunciou que promoveria a ELF Cup que seria disputada simultaneamente com a Copa do Mundo VIVA e prometeu pagar todas as despesas para os participantes, chamando a atenção de muitos membros da NF-Board.

## ELF Cup 2006

### Torneio Inaugural
O torneio inaugural foi disputado em Chipre do Norte, em novembro de 2006.
Os times participantes foram divididos em dois grupos:

#### Grupo A
| Team        | J | V | E | D | GF | GC | SG | Pts |
| ----------- | - | - | - | - | -- | -- | -- | --- |
| Quirguistão | 3 | 2 | 0 | 1 | 7  | 3  | +4 | 6   |
| Zanzibar    | 3 | 1 | 2 | 0 | 3  | 2  | +1 | 5   |
| Groenlândia | 3 | 1 | 1 | 1 | 3  | 2  | +1 | 4   |
| Gagaúzia    | 3 | 0 | 1 | 2 | 3  | 9  | -6 | 1   |

| 19 de novembro de 2006 14:00 EET | Quirguistão | 0–1 | Zanzibar | 20 Temmuz Stadium, Girne Árbitro: Aziz Dayı (Chipre do Norte) |
|                                  | Time: Hamrakulov, Bekbolotov, Kadyrov, Kondratkov, Ryskulov, Mendybaev, Tilikev, Abdyrazakov, Kanetov, Eshenov, Mamatov |     | Suleiman Kassim Suleiman 9' Time: Kirobo, H Khamis, Azan, Kheir, Salim, Ali, K Khamis, Muhammed, S Suleiman, Seif, A Suleiman |                                                               |

| 20 de novembro de 2006 14:00 EET | Groenlândia | 1–1 | Zanzibar | Mağusa Dr. Fazıl Küçük Stadium, Gazimağusa Árbitro: Serdar Bilginer (Chipre do Norte) |
|                                  | Pelle Mortensen 78' Time: Cortsen, Degn Olsvig, Birch, Grønvold (M Petersen 67'), Knudsen, Høy (Olsen 63'), Kreutsmann, A Petersen, Mortensen, Zeeb, Enoksen |     | Omar 62' Time: Kirobo, H Khamis, Azan, Abdala, K Khamis, Abdala Azim Duma, S Suleiman, Muhammed (Omar 24'), A Suleiman (Ussi 85') |                                                                                       |

| 21 de novembro de 2006 12:00 EET | Groenlândia | 0–1 | Quirguistão | 20 Temmuz Stadium, Girne Árbitro: Cevdet Mertkaya (Chipre do Norte) |
|                                  | Time: Cortsen, Degn Olsving, Birch, Enoksen, Sandgreen, Knudsen (Høy), Grønvold (M Petersen), Kreutsmann, A Petersen, Mortensen, Zeeb (Aminak) |     | Vadim Kondratkov 24' Time: Hamrakulov, Kadirov (Mendybaev), Kondratkov, Ryskulov, (Rasulov), Tilikev, Abdyrazakov , Kanetov, Eshenov, Sundeev, Mamatov, Djetybaev |                                                                     |

#### Grupo B
| Team            | J | V | E | D | GF | GC | SG  | Pts |
| --------------- | - | - | - | - | -- | -- | --- | --- |
| Chipre do Norte | 3 | 3 | 0 | 0 | 20 | 1  | +19 | 9   |
| Crimeia         | 3 | 2 | 0 | 1 | 3  | 6  | -3  | 6   |
| Tajiquistão     | 3 | 1 | 0 | 2 | 5  | 7  | -2  | 3   |
| Tibete          | 3 | 0 | 0 | 3 | 0  | 14 | -14 | 0   |

| 19 de novembro de 2006 12:00 EET | Tibete | 0–3 | Tajiquistão | Zafer Stadium, Güzelyurt Árbitro: Abdullah Özsusuzlu (Chipre do Norte) |
|                                  | Time: Tsering, Wangyal, TT Bhutia, Tseten, Namgyal, Rinchen, Dhondup, Meyor (ND Lama), Kachoe, Meyor, LJ Lama |     | Daler Aknazarov 59', 67' Firdavs Faizullaev 65' Time: Sharipov, Shishkov, Fa Faizullaev, Burov, Zahurbekov, Nuridinov, Aknazarov (Abdurazakov), Davlyatov, Jumaev (Murodov), Rizomov (Fi Faizullaev), Almukhamedov |                                                                        |

| 19 de novembro de 2006 18:30 EET | Crimeia | 0–5 | Chipre do Norte | Atatürk Stadium, Lefkoşa Árbitro: Mehmet Malek (Chipre do Norte) |
|                                  | Time: Osmanov, Mustafayev, Ebubekirov, Agabeyltarov, Golayda, Ametov, Ablyametov, Celyalov (Cemilev), Ablyakimov, Emiratli (Muhamacalov) , Ablyatilov (Hayredinov) |     | Hamis Çakır 16' Ertaç Taşkıran 45' Rizvan Abıltarov (g.c.) 65' Kemal Uçaner 78' Ekrem Keleşzade 87' Time: Hasan Piro, Serdar Dural, Ekrem Keleszade , Serkan Önet, Serhan Önet, Hüseyin Amcaoğlu, Erdinç Börekçi (Ibrahim Çidamli), Tarik Tilki, Derviş Kolcu (Çoskun Ulusoy), Hamis Çakır, Ertaç Taşkıran (Kemal Uçaner) |                                                                  |

| 20 de novembro de 2006 12:00 EET | Tibete                                                                                                 | 0–1 | Crimeia | Zafer Stadium, Güzelyurt Árbitro: Ulus Sediral (Chipre do Norte) |
|                                  | Time: Tsering, Wangyal, Tseten, TT Bhutia, Namgyal, Kachoe, Rinchen, ND Lama, Dhondup, Cheyphel, Rampa |     | Arsen Ablyametov 41' (pen) Time: Osmanov, Mustafayev, Ebubekirov, Abiltarov, Golayda, Ablyametov, Celyalov, Ablyakimov, Emiratlı, Cemilev, Ablyatifov |                                                                  |

| 20 de novembro de 2006 14:00 EET | Chipre do Norte | 5–1 | Tajiquistão | Zafer Stadium, Güzelyurt Árbitro: Mehmet Sezener (Chipre do Norte) |
|                                  | Derviş Kolcu 34, 54' Kemal Uçaner 65', 90+1' Çoskun Ulusoy 71' Time: Çagatay Gürler, Erdog Barkinay, Serkan Önet, Hüseyin Amcaoglu (Ahmet Esenyel), Çoskun Ulusoy, Hasan Sapsisolgu, Ayhan Demir, Derviş Kolcu (Atkun Arıkbuka), Kemal Uçaner, Yasin Kansu (Ertaç Taçkiran), Çagan Çerkez |     | Daler Aknazarov 12' Time: Sharipov, Shishkov, Fi Faizullaev, Burov, Zahurbekov (Murodov), Nuridinov, Aknazarov, Davlyatov, Jumaev (Alisher), Rizomov, Almukhamedov |                                                                    |

| 21 de novembro de 2006 12:00 EET | Tajiquistão | 1–2 | Crimeia | Mağusa Dr. Fazıl Küçük Stadium, Gazimağusa Árbitro: Mehmet Evlat (Chipre do Norte) |
|                                  | Sergey Almukhamedov 45' Time: Sharipov, Fa Faizullaev, Aknazarov, Shishkov, Burov, Nuridinov, Jumaev, Almukhamedov, Rizomov, Zahurbekov, Davlyatov |     | İrfan Ametov 36' Halil Hayredinov 87' Time: Osmanov, Mustafayev, Ebubekirov, Fevziov, Golayda, Ametov, Mustafayev, Celyalov, Cemilev, Cemilev (Hayredinov), Akimov |                                                                                    |

| 21 de novembro de 2006 14:00 EET | Chipre do Norte | 10–0 | Tibete | Mağusa Dr. Fazıl Küçük Stadium, Gazimağusa Árbitro: Ramadan Göktan (Chipre do Norte) |
|                                  | Hamis Çakır 13', 30', 37' Ediz Çukurovalı 14', 24', 43' Sabri Selden 17', 29' Atkun Arıkbuka 54' Yasin Kansu 77' Time: Ali Aydemir, Erdog Barkinay, Tarik Tilki (Yasin Kansu), Erdinç Börekçy (Atkun Arıkbuka), Serhan Önet, Ediz Çukurovali, Hamis Çakır, Rüstem Özmusalar, Ibrahim Çidamli, Sabri Selden (Ahmet Esenyel), Coskun Ulusoy |      | Time: Tsering (LJ Lama), Rampa, Wangyal, Namgyal, TT Bhutia (Meyor), Tseten (Jurme), Rinchen, Dhondup, Cheyphel, ND Lama, Kachoe |                                                                                      |

#### Semi-Finais
| 23 de novembro de 2006 15:00 EET | Quirguistão | 2–3 PRO | Crimeia | Atatürk Stadium, Lefkoşa Árbitro: Mehmet Özbilgehan (Chipre do Norte) |
|                                  | Sundeev Mihail 90+2' Mustafayev Arsen 102' Time: Hamrakulov Shakir, Baryktabasov (Tilekeev Abek), Kadyrov Dilshat, Kondratkov Vadim, Ryskulov Ulan, Menbdybaev Azamat, Abdyrazakov Gulbek, Kanetov Emil, Sundeev Mihail, Mamotov Jenish, Djetbaev Nurtazin |         | Emiratlı Ruslan 18' Ablyametov Arsen (pen) 94' Marlen Akimov 97' Time: Osmanov Nariman, Mustafayev Arsen, Ebubekirov Fevziy, Abiltarov Rezvan, Golayda Denis (Muhamacalov Rüstem) (Cemilev Ruslan), Ametov İrfan, Ablyametov Arsen, Celyalov Fahriy, Ablyakimov Canbek, Emiratlı Ruslan, Ablyatifov Marlen (Hayredinov Halil) |                                                                       |

| 23 de novembro de 2006 17:00 EET | Chipre do Norte                                     | 5–0 | Zanzibar | Atatürk Stadium, Lefkoşa |
|                                  | Ertaç Taşkıran 24', 34', 47', 83' Coşkun Ulusoy 59' |     |          |                          |

#### Disputa do Terceiro Lugar
| 25 de novembro de 2006 14:30 EET | Quirguistão | 2(9)–2(8) (Pen) | Zanzibar | Atatürk Stadium, Lefkoşa |
|                                  |             |                 |          |                          |

#### Final
| 25 de novembro de 2006 17:00 EET | Crimeia | 1–3 | Chipre do Norte | Atatürk Stadium, Lefkoşa |
|                                  | Marlen Akimov 90+3' Time: Osmanov, Mustafayev, Ebubekirov, Abiltarov, Golayda (Muhamacalov) (Cemilev), Ametov, Ablyametov, Celyalov, Ablyakimov, Obina Akimov, Ablyatifov (Hayredinov) |     | Time: Hasan Piro, Serkan Önet, Erdinç Börekçi, Serhan Önet, Hüseyin Amcaoğlu, Coşkun Ulusoy, Ekrem Keleşzade, Ertaç Taşkıran, Hamis Çakır, Derviş Kolcu, Serdar Dural |                          |